# Memoirs of the National Academy of Sciences
Memoirs of the National Academy of Sciences, (abreujat Mem. Natl. Acad. Sci.), va ser una revista amb il·lustracions i descripcions botàniques que va ser editada a Washington, DC des de 1866 fins a 1928, on es va publicar 22 números.